# Холт Макалани
Холт Квин Макалони (енгл. Holt Quinn McAloney; рођен 3. септембра 1963, Њујорк, Њујорк), познат као Холт Макалани (енгл. Holt McCallany), амерички је позоришни, филмски и ТВ глумац. Најпознатији је по улози Била Тенча у ТВ серији Ловац на умове.
Познат по својим споредним наступима у популарним филмовима као што су Жртве рата (1989), Осми путник 3 (1992), Три краља (1999), Борилачки клуб (1999), Џек Ричер: Без повратка (2016), Ледени пут (2021), Дани гнева (2021) и Немогућа мисија: Коначна одмазда (2025) поред многих.